# João Victor (fotbollsspelare född 1994)
João Victor Santos Sá, född 27 maj 1994 i São José dos Campos, är en brasiliansk fotbollsspelare som spelar för Al Jazira.

## Karriär
Den 10 maj 2019 värvades João Victor av VfL Wolfsburg, där han skrev på ett fyraårskontrakt. I augusti 2021 värvades João Victor av Al Jazira.